# Shoushansi Xiang
Shoushansi Xiang (kinesiska: 寿山寺乡, 寿山寺) är en socken i Kina. Den ligger i provinsen Hebei, i den norra delen av landet, omkring 390 kilometer söder om huvudstaden Peking. Antalet invånare är 39 381. Befolkningen består av 20 103 kvinnor och 19 278 män. Barn under 15 år utgör 24,0 %, vuxna 15-64 år 68 %, och äldre över 65 år 7,0 %.
Genomsnittlig årsnederbörd är 630 millimeter. Den regnigaste månaden är juli, med i genomsnitt 207 mm nederbörd, och den torraste är januari, med 3 mm nederbörd.